# John Tressider
John Tressider, född den 1 januari 1932 i Newcastle, är en australisk tidigare bancyklist som var professionell från 1957 till 1964 och som sådan vann han sex eller sju sexdagarslopp.

## Meriter

### Amatör
| 1954 2:a i sprint vid Världsmästerskapen 1955 Vinnare av Grand Prix de Paris 3:a i sprint vid Världsmästerskapen | 1956 Vinnare av Köpenhamns Grand Prix 4:a i sprint vid Världsmästerskapen |

### Professionell
| 1956/1957 2:a i Clevelands sexdagars (jan.) med Alfred Strom Vinnare av Louisvilles sexdagars (feb./mar.) med Alfred Strom 1957/1958 Vinnare av Clevelands sexdagars (jan.) med Edward Vandevelde och Steve Hromjack 1958/1959 Vinnare av Clevelands sexdagars (okt./nov.) med Edward Vandevelde och Fred Weltrowski 1960/1961 Vinnare av Madrids sexdagars (dec.) med Ronald Murray Vinnare av Lilles sexdagars (dec.) med Ronald Murray | 1961/1962 Vinnare av Newcastles sexdagars (okt./nov.) med Bob Jobson och Sidney Patterson 3:a i Melbournes sexdagars (mar.) med Keith Reynolds 1962/1963 Vinnare av Newcastles sexdagars (okt./nov.) med Sidney Patterson? 3:a i Madrids sexdagars (okt./nov.) med Tom Simpson 1963/1964 2:a i Adelaides sexdagars (dec.) med Frank Micich |